# Ondřej Preuss
Ondřej Preuss (* 19. srpna 1984) je český právník, advokát a vysokoškolský pedagog. Působí jako odborný asistent a tajemník katedry ústavního práva na Právnické fakultě Univerzity Karlovy v Praze. Působí také jako advokát. V roce 2015 založil online právní službu Dostupný advokát, která se specializuje na poskytování právního poradenství.

## Život
Vystudoval Právnickou fakultu Univerzity Karlovy v Praze, kde získal titul Mgr., později Ph.D. v oboru ústavního práva, a následně také titul JUDr. Paralelně absolvoval bakalářské studium mezinárodních teritoriálních studií na Fakultě sociálních věd UK. V rámci studia pobýval také na Université Nancy-II ve Francii.
Přednáší a publikuje zejména na témata související s ústavními změnami, právní jistotou a limity demokratického státu. Vyučuje rovněž na Fakultě sociálních věd UK.

## Publikace
Ondřej Preuss je autorem celé řady odborných článků i knih:
- PREUSS, Ondřej. Klauzule věčnosti: je možné odstranit liberální demokracii? Plzeň: Aleš Čeněk, 2015. 271 stran. ISBN 978‑80‑7380‑556‑2.
- RESCHOVÁ, Jana; KINDLOVÁ, Miluše; GRINC, Jan; PREUSS, Ondřej; ANTOŠ, Marek. Státověda: stát, jednotlivec, konstitucionalismus. 1. vyd. Praha: Wolters Kluwer, 2019. 449 s. ISBN 978-80-7552-695-3.
- PREUSS, Ondřej; ŠEDOVÁ, Nikola. Dostupný advokát: Jak na běžné právní situace. Praha: Grada, 2023. 256 stran. ISBN ‑ 978-80-271-5165-3.
- PREUSS, Ondřej. Suverenita lidu 1918 a 2018. AUC IURIDICA. 2018-09-03, roč. 64, čís. 3, s. 21–29.[2]
- PREUSS, Ondřej. “Slovenský ‚Melčák‘: nukleární zbraň jako dar novému ústavnímu soudu.” Jurisprudence, 2019, roč. 28, č. 6, s. 365–374. ISSN 1211‑2143. [3]
- PREUSS, Ondřej. “The Eternity Clause – Lessons from the Czech Example.” European Journal of Law Reform, 2019,[4]
- GRINC, Jan - PREUSS, Ondřej. Zpráva o vědecké konferenci "Odpovědnost v demokratickém právním státě" konané v Praze na Právnické fakultě Univerzity Karlovy, Červen 2012. Právník, 2012, 151(10), 1155-1157. ISSN 0231-6625.